# Sebastian Senser

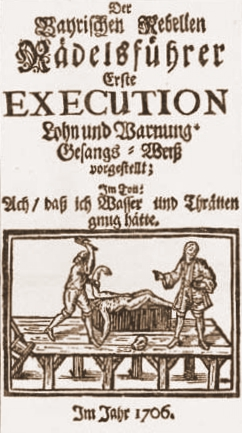
1706: Hinrichtung von Teilnehmern des Oberländer Bauernaufstandes auf dem Schrannenplatz in München

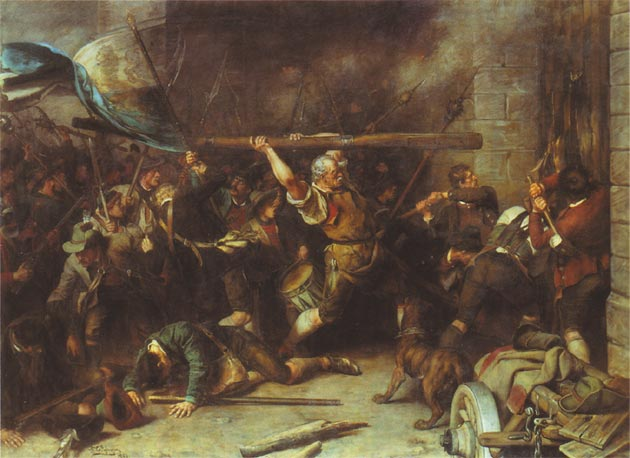
Bayerische Volkserhebung und Sendlinger Mordweihnacht 1705

Johann Sebastian Senser (* um 1665; † 1706 in München) war ein Eisenhändler und bayerischer Freiheitskämpfer während der Volkserhebung 1705.

## Leben
Johann Sebastian Senser war Münchner Ratsherr und Mitglied des Äußeren Rates der bayerischen Hauptstadt. Er war Fähnrich bei der Münchner Bürgerwehr. Senser wurde während der Bayerischen Volkserhebung am 28. Dezember 1705 verhaftet.
Am 29. Januar 1706 wurde er von den kaiserlichen Besatzern zusammen mit Johann Georg Aberle, Johann Clanze und Johann Georg Kidler auf dem Schrannenplatz in München, dem heutigen Marienplatz, mit dem Schwert enthauptet. Johann Jäger, ein weiterer Anführer des Aufstandes, wurde am 17. März 1706 hingerichtet.
1878 wurde in München-Sendling die Senserstraße nach ihm benannt.